# Macrauchenidia
†Macrauchenidia – wymarły rodzaj ssaka z Ameryki Południowej. Była ona blisko spokrewniona z makrauchenią.

## Gatunki
- M. latidens